# Elizabeth Hanson
Pour les articles homonymes, voir Hanson.
Elizabeth (Liz) Hanson, née en 1957, est une femme politique (yukonnaise) canadienne. 
Elle est cheffe du Nouveau Parti démocratique du Yukon de 2009 à 2019 et représente la circonscription électorale de Whitehorse Centre à l'Assemblée législative du Yukon de 2010 à 2021.